# St. Anna (Betzisried)

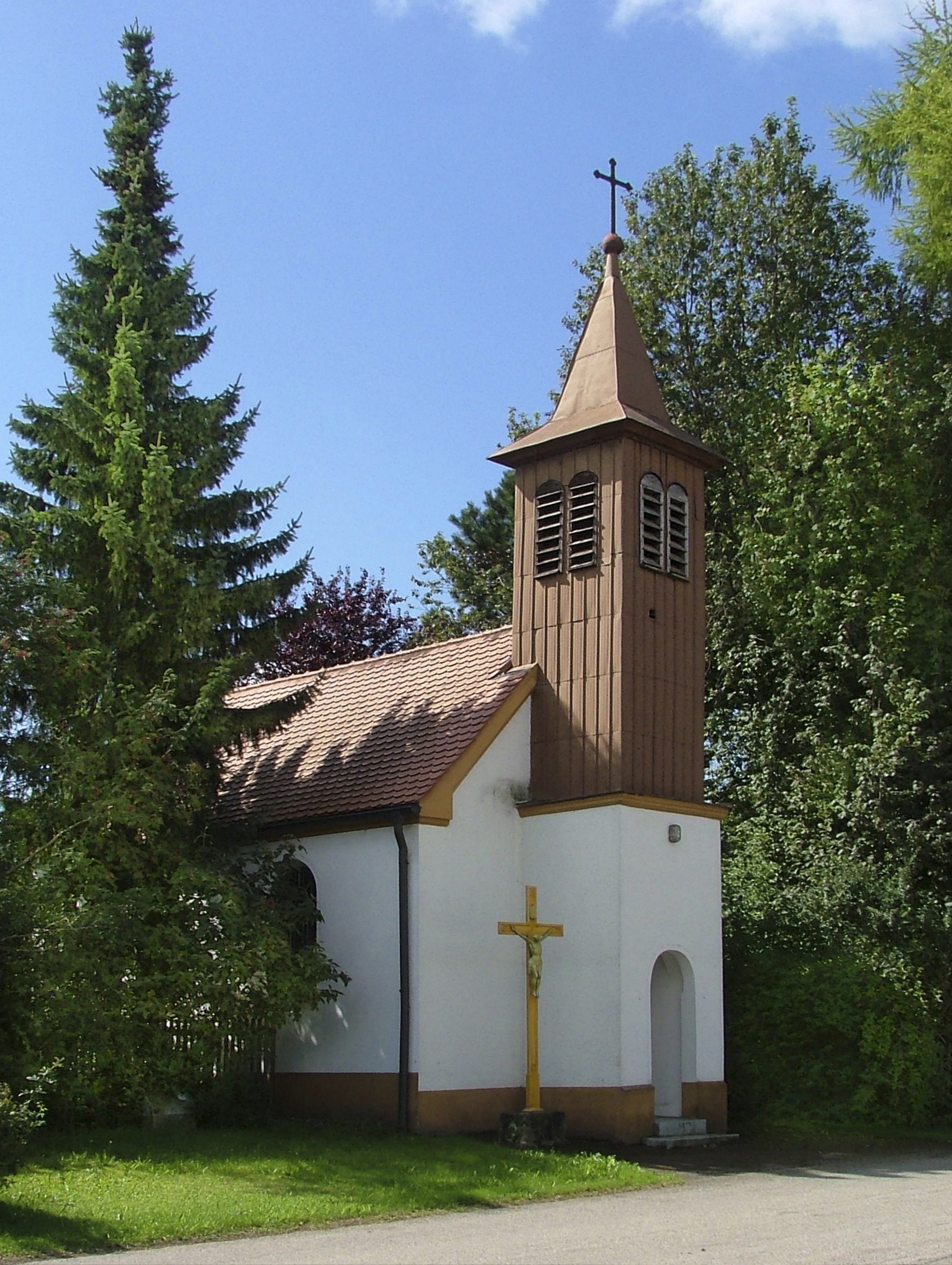
Kapelle St. Anna Kapelle in Betzisried

Die römisch-katholische Kapelle St. Anna befindet sich in Betzisried, einem Ortsteil von Ottobeuren im Landkreis Unterallgäu in Bayern. Die Kapelle steht unter Denkmalschutz.

## Baubeschreibung
Die Kapelle wurde im 19. Jahrhundert errichtet. Der Altarraum mit dreiseitigem Schluss schließt an den Gemeinderaum an. Der Gemeinderaum verfügt über zwei Fensterachsen. Die geostete Kapelle verfügt über einen an der Westseite angebrachten Turm mit Zeltdach.

## Ausstattung
Der Flügelaltar der Kapelle entstand in der Zeit um 1510/1520. Auf der Predella befinden sich drei Holzfiguren. Diese stellen den heiligen Sebastian, Anna selbdritt und den heiligen Rochus dar. Die Flügelinnenseiten des Altars zeigen Reliefs des heiligen Vitus und des heiligen Wendelin, auf den Außenseiten sind der heilige Bartholomäus und die heilige Helena abgebildet. Das Antependium ist vergoldet und durch Akanthusschnitzerei durchbrochen.